# Балабановка (микрорайон Николаева)
Балабановка (укр. Балабанівка) — микрорайон Николаева, является составной частью Корабельного района. Находится на юге города. Является самым южным микрорайоном.
Через Балабановку проходят автомобильные магистрали города Николаева. Основное движение осуществляется по Богоявленскому проспекту.

## История
Село Балабановка было основано во второй половине 40-х годов 19 века на землях пожалованных князьям Волконским и заселена крепостными крестьянами из их Пензенского удела, деревни Софьинки Сердобского уезда. Первые три переселения были совершены в 1848 году, под командой крепостного Волконских Кабештова И.М., который впоследствии стал управляющим этого имения и описал процесс переселения в своих опубликованных позднее мемуарах - "из Софиевки Саратовской губернии Сердобского уезда совершены три переселения в деревню Балабановку Херсонской губернии и уезда (от Николаева в 12 верстах). Каждый раз на эту поездку употреблялось 40—45 дней, смотря по погоде и состоянию пути. Расстояние между Софиевкою и Балабановкою было около 1400 верст". 
Долгое время Балабановка была отдельным селом

## Основные улицы микрорайона
- Богоявленский проспект
- Ленинградская улица
- Кобзарская улица
- Улица Леси Украинки